# مناورات نصر
مناورات نصر أو (بالإنجليزية: Nasr Maneuvers)‏ هي مناورات عسكرية برية تكتيكية تجريها القوات المسلحة المصرية بين أفرعها (القوات البرية والقوات الجوية والدفاع الجوى) باستخدام الذخيرة الحية بسيناء.
يجري المناورة أحد تشكيلات الجيش الثاني الميداني بمشاركة الوحدات المدرعة والميكانيكية والمدفعية وعناصر من القوات الجوية والدفاع الجوى، وتنفذ علي مدار عدة أيام وتسمى «مشروع حرب», وتأتي في إطار خطة التدريب السنوية لتشكيلات ووحدات القوات المسلحة للإطمئنان على الإستعداد القتالي وكفاءة القوات.

## هدف المناورات
- إظهار مدي الدقة في التعامل مع الأهداف الميدانية وإصابتها من الثبات والحركة[2]
- إظهار مدى ما وصلت إليه العناصر المشاركة من مهارات ميدانية وقتالية عالية وقدرة علي استخدام الأسلحة والمعدات وتنفيذ أعمال التجهيز الهندسي بما يلائم طبيعة الأرض وتنفيذ المهام المخططة والطارئة باستخدام أحدث وسائل التعاون والسيطرة الفنية والإدارية التي تجلت في عمليات الإسعاف والإخلاء الطبي.[3]

## فعاليات المناورات
تبدأ فعاليات المناورة بقيام القوات الجوية بتنفيذ طلعات استطلاع ومعاونة لدعم أعمال قتال القوات وتدمير الاحتياطات المعادية بمساندة المدفعية ذات القوة النيرانية المباشرة وغير المباشرة، وإبرار عناصر من القوات الخاصة للاستيلاء على خط حيوى في عمق الدفاعات المعادية وتأمينه.
ودفعت القوات المهاجمة المفارز الميكانيكية والمدرعة لتطوير الهجوم واختراق الدفاعات المعادية وتدميرها بمعاونة الطائرات الهليكوبتر المسلح وعناصر المقذوفات الموجهة المضادة للدبابات وتحقيق الاتصال مع عناصر الإبرار على الخط الحيوى والتعزيز عليه واستعادة الكفاءة القتالية للقوات للعمل كاحتياطي أسلحة مشتركة للمستوي الأعلي واستكمال تنفيذ باقي المهام.

## المناورات المنفذة
- نصر 11 : جرت المرحلة الرئيسية من فعاليات المناورة يوم الأربعاء، الموافق 09 إبريل 2014.[4]
- نصر 10 : جرت المرحلة الرئيسية من فعاليات المناورة يوم الثلاثاء، الموافق 17 ديسمبر 2013.[5][6]
- نصر 09 : جرت المرحلة الرئيسية من فعاليات المناورة يوم الأربعاء، الموافق 15 مايو 2013.[7][8]
- نصر 08 : جرت المرحلة الرئيسية من فعاليات المناورة يوم الأحد، 14 أكتوبر 2012.[9][10]
- نصر 07 : جرت المرحلة الرئيسية من فعاليات المناورة يوم الإثنين، 23 إبريل 2012.[11]
- نصر 06 : جرت المرحلة الرئيسية من فعاليات المناورة يوم الثلاثاء، 17 يناير 2012.[12]
- نصر 05 : جرت المرحلة الرئيسية من فعاليات المناورة يوم الإثنين، 10 أكتوبر 2011.[13]
- نصر 04 : جرت المرحلة الرئيسية من فعاليات المناورة يوم الخميس، 26 مايو 2011.[14]
- نصر 03 : جرت المرحلة الرئيسية من فعاليات المناورة يوم الخميس، 20 مايو 2010.[15]
- نصر 02 : جرت المرحلة الرئيسية من فعاليات المناورة يوم الأربعاء، 11 نوفمبر 2009.[16]
- نصر 01 : جرت المرحلة الرئيسية من فعاليات المناورة يوم الأربعاء، 11 يونيو 2008.[17]